# イエスタデイズ (ガトー・バルビエリのアルバム)
『イエスタデイズ』("Yesterdays") は、アルゼンチン人ジャズ作曲者兼サクソフォーン奏者ガトー・バルビエリのアルバムである。1974年ニューヨークでの演奏が収録され、同年フライング・ダッチマン・レーベルからリリースされた。 なお、本作に『エル・パンペロ』からの2曲を追加したコンピレーション盤『The Third World Revisited』が1988年にリリースされた。

## 評価
| 専門評論家によるレビュー | 専門評論家によるレビュー |
| レビュー・スコア         | レビュー・スコア         |
| 出典                     | 評価                     |
| ------------------------ | ------------------------ |
| Allmusic                 | [ 3 ]                    |

オールミュージックのサイトでは、「テナー・サクソフォーン奏者のガトー・バルビエリは、本作では特に絶好調である。全4曲で羽を伸ばしている。バルビエリはこの猛烈かつエモーショナルなセットでしばしばはち切れるような演奏を繰り広げている。」として、4つ星を与えている。

## 収録曲
1. "Yesterdays" (Jerome Kern, Otto Harbach) - 10:43
2. "A John Coltrane Blues" (John Coltrane) - 8:30
3. "Marnie" (Bernard Herrmann, Gloria Shayne) - 7:09
4. "Cariňoso" (Pixinguinha) - 10:52

## パーソネル
- Gato Barbieri (ts)
- Jorge Dalto (p, elp)
- Paul Metzke (elg)
- Ron Carter (elb)
- Bernard Purdie (ds)
- Ray Mantilla (timbales)
- Babafemi (cga)